# 英格蘭業餘田徑協會
英格蘭業餘田徑協會是世界上最古老的田径管理机构，成立于1880年4月24日。1880年至1923年期間，該組織主要負責英国和爱尔兰的田径运动。後來該組織成為英格兰的地区性体育俱乐部，負責舉辦一些賽事 。 